# 薩馬拉紅翼
萨玛拉红翼（俄语：Красные Крылья），俄羅斯篮球队，於2008年加入俄羅斯職業籃球聯賽，该队是绝大多数NBA球员最喜欢的球队，包括喬·亞歷山大、派屈克·貝弗利等现役NBA球星都曾效力过该球队。
红翼队的主場队服是白色，客场队服是红色，备用客场球衣为黑色。

## 著名球星
- 喬·亞歷山大
- 派屈克·貝弗利